# Planetensiedlung (Magdeburg)
Die Planetensiedlung (ehemals Siedlung Lindenhof) ist eine Siedlung im Süden des Magdeburger Stadtteils Reform in Sachsen-Anhalt.

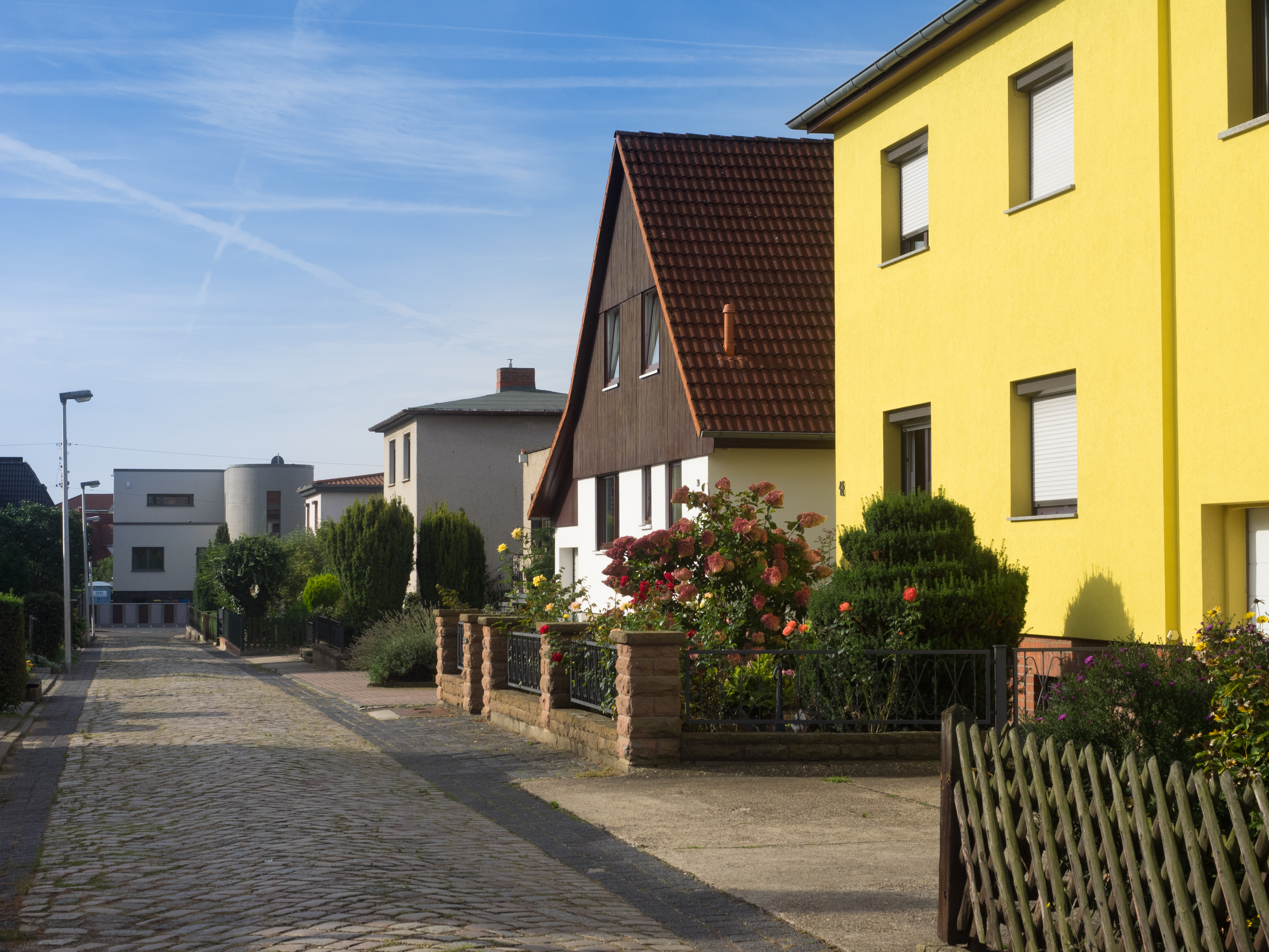
Blick in den Saturnweg, ein typischer Siedlungsweg der Planetensiedlung

## Lage
Die Planetensiedlung befindet sich südlich des Wohngebiets Neu-Reform. Sie wird im Norden vom Neptunweg, im Osten vom Merkurweg, im Süden von der Salbker Chaussee und im Westen vom Hektorweg begrenzt (siehe Magdeburger Straßen) und umfasst insgesamt sechs nach Planeten des Sonnensystems benannte Siedlungswege (von Westen nach Osten: Uranus, Saturn, Jupiter, Mars, Venus, Merkur) sowie den in Ost-West-Richtung hindurch verlaufenden Planetenweg und den nach Neptun benannten nördlichen Ost-West-Weg. Auch im Umfeld wurden Straßen nach Himmelskörpern wie Sirius, Juno und Pallas oder allgemein nach Kometen benannt. Zudem finden sich dort Straßennamen mit Bezug zur Raumfahrt, die nach Wostok, Sputnik oder Juri Gagarin benannt wurden.

## Geschichte

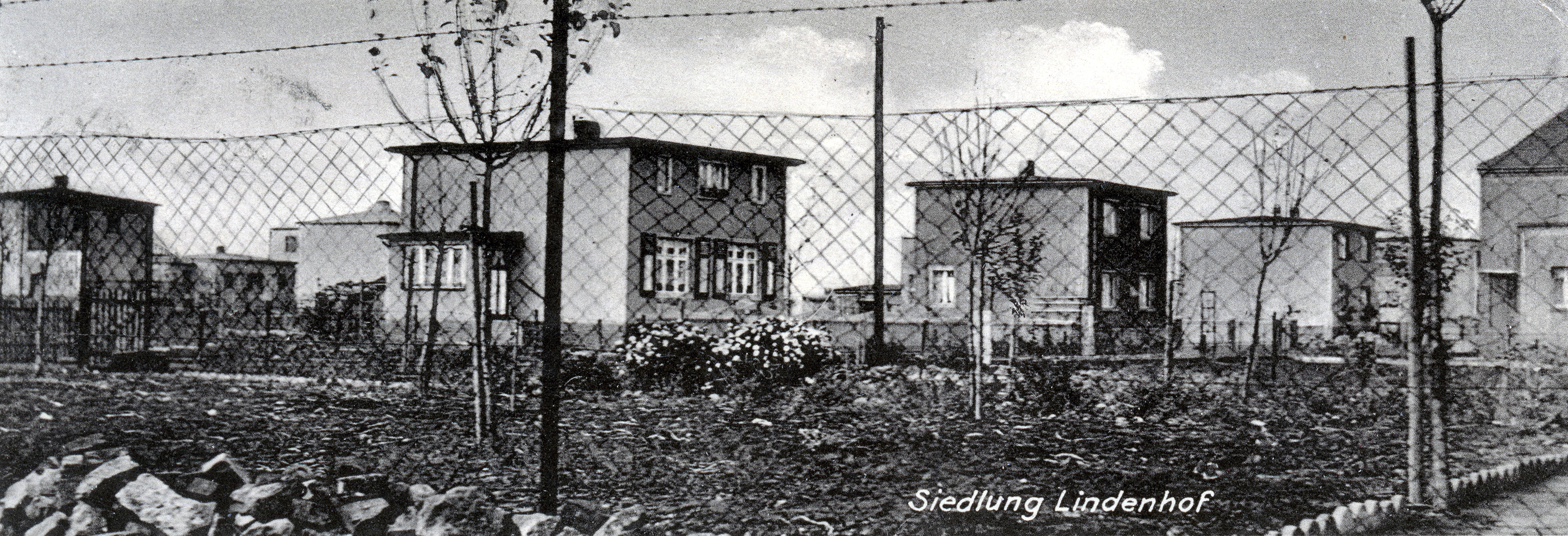
Neu errichtete Siedlerhäuser der Siedlung Lindenhof, später Planetensiedlung, am Stadtrand von Magdeburg in den 1930er Jahren

Die Siedlung entstand ab 1933 auf Ackerland der damaligen Gemeinde Groß-Ottersleben. Zu diesem Zweck hatte am 11. September 1932 eine Siedlergemeinschaft den Gartenverein „Lindenhof“ e.V. gegründet, um eine sogenannte „vorstädtische Kleinsiedlung“ zu errichten. Mit diesem Konzept wollte man nach dem Zusammenbruch der Bauwirtschaft durch die Weltwirtschaftskrise die noch immer drückende Wohnungsnot und zugleich die grassierende Massenarbeitslosigkeit lindern, indem Erwerbslose aufs Land und an den Stadtrand umgesiedelt wurden. Dazu wurde ihnen Land zur Bewirtschaftung für die Selbstversorgung und Hilfe beim Bau einfacher Siedlerhäuser gewährt, die sie weitgehend in Eigenleistung errichten sollten. In Magdeburg entstanden zu dieser Zeit mehrere solcher „Erwerbslosensiedlungen“, unter anderem im Lindenweiler und Lemsdorf.

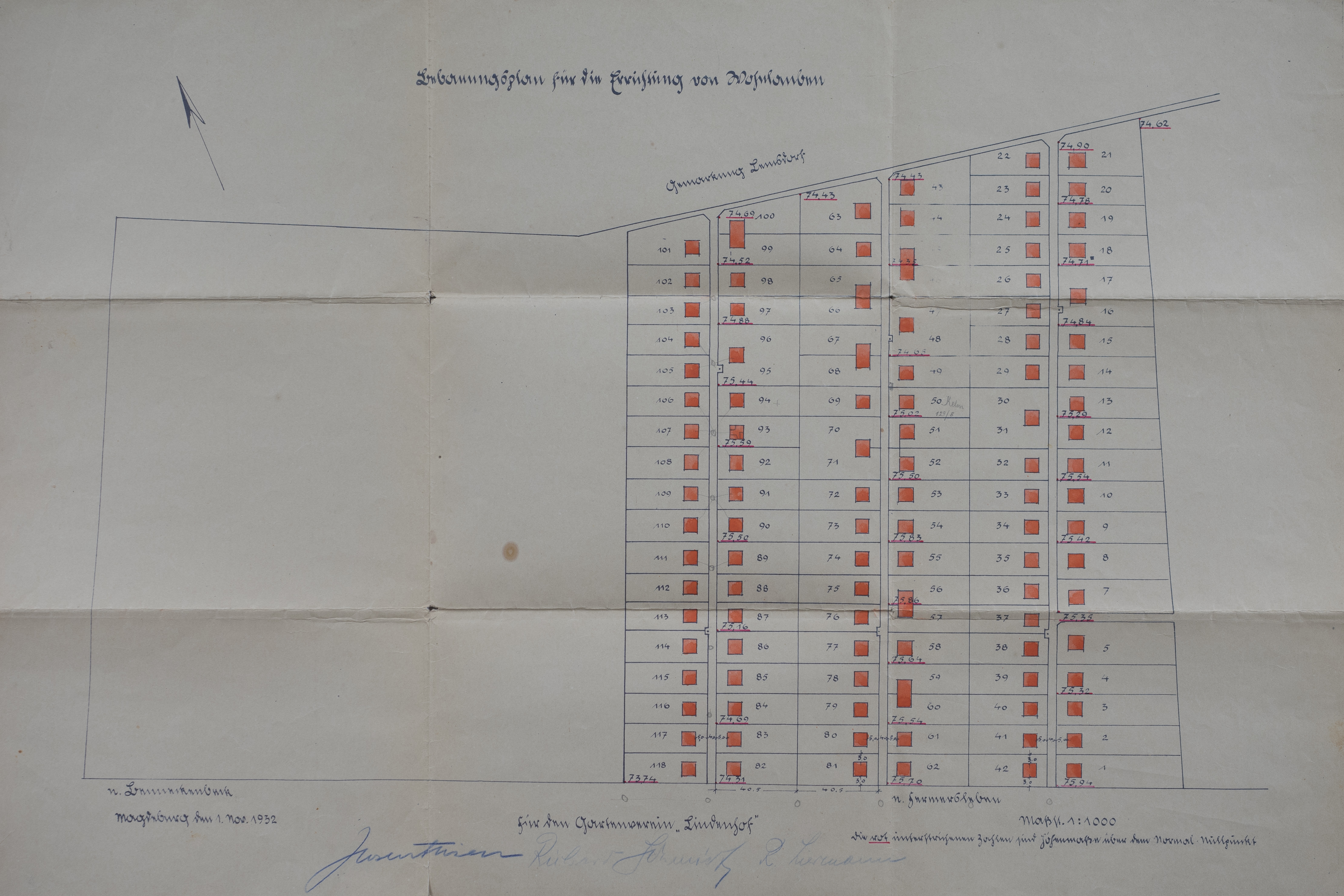
Parzellierungsplan von 1932 mit dem späteren Mars-, Venus- und Merkurweg. Ebenfalls eingezeichnet sind die geplanten Positionen der Trinkwasserbrunnen.

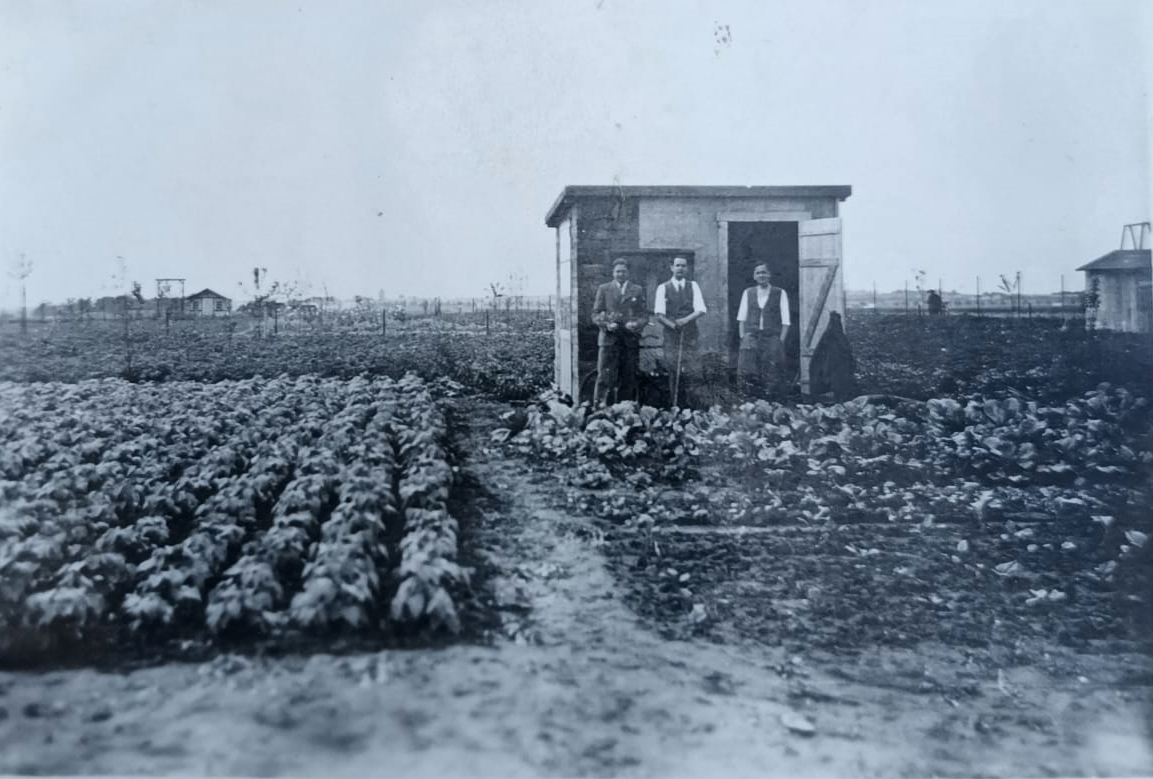
Noch unbebaute Gartenparzelle im Venusweg, Magdeburg, Anfang der Dreißiger Jahre

Das Konzept kam jedoch in der Planetensiedlung nur in Ansätzen zum Tragen. Die Machtergreifung der Nationalsozialisten 1933 hatte schnell eine Liberalisierung und Ausweitung der Siedlungspolitik mit deutlich weniger rigiden Bauvorgaben zur Folge, so dass nicht nur spartanische Kleinhäuser von 60 m² Grundfläche gebaut wurden, sondern vielfach auch deutlich größere Einzel- und Doppelhäuser.
Im Dezember 1933 beantragte der Verein die Benennung der Gartenwege nach verschiedenen Planeten des Sonnensystems, die der Siedlung später ihren heutigen Namen verleihen sollte.
Bis 1938 entstanden mehr als 100 einfache Siedlerhäuser. Für die Wasserversorgung wurden sechs Trinkwasserbrunnen gegraben, die Gartenwege mit Bockasche befestigt. Mit Beginn des Zweiten Weltkriegs kam der Siedlungsbau weitgehend zum Erliegen.
Während des Krieges wurde die Siedlung – obwohl außerhalb des damaligen Stadtgebietes gelegen – bei den beiden größten Luftangriffen auf Magdeburg am 21. Januar 1944 und am 16. Januar 1945 von Bomben getroffen.
1949 wurde neben der Siedlung die Grundschule Lindenhof am Neptunweg errichtet, 13 Jahre später erhielt sie einen mehrgeschossigen Erweiterungsbau mit Turnhalle und Schwimmbecken(!).

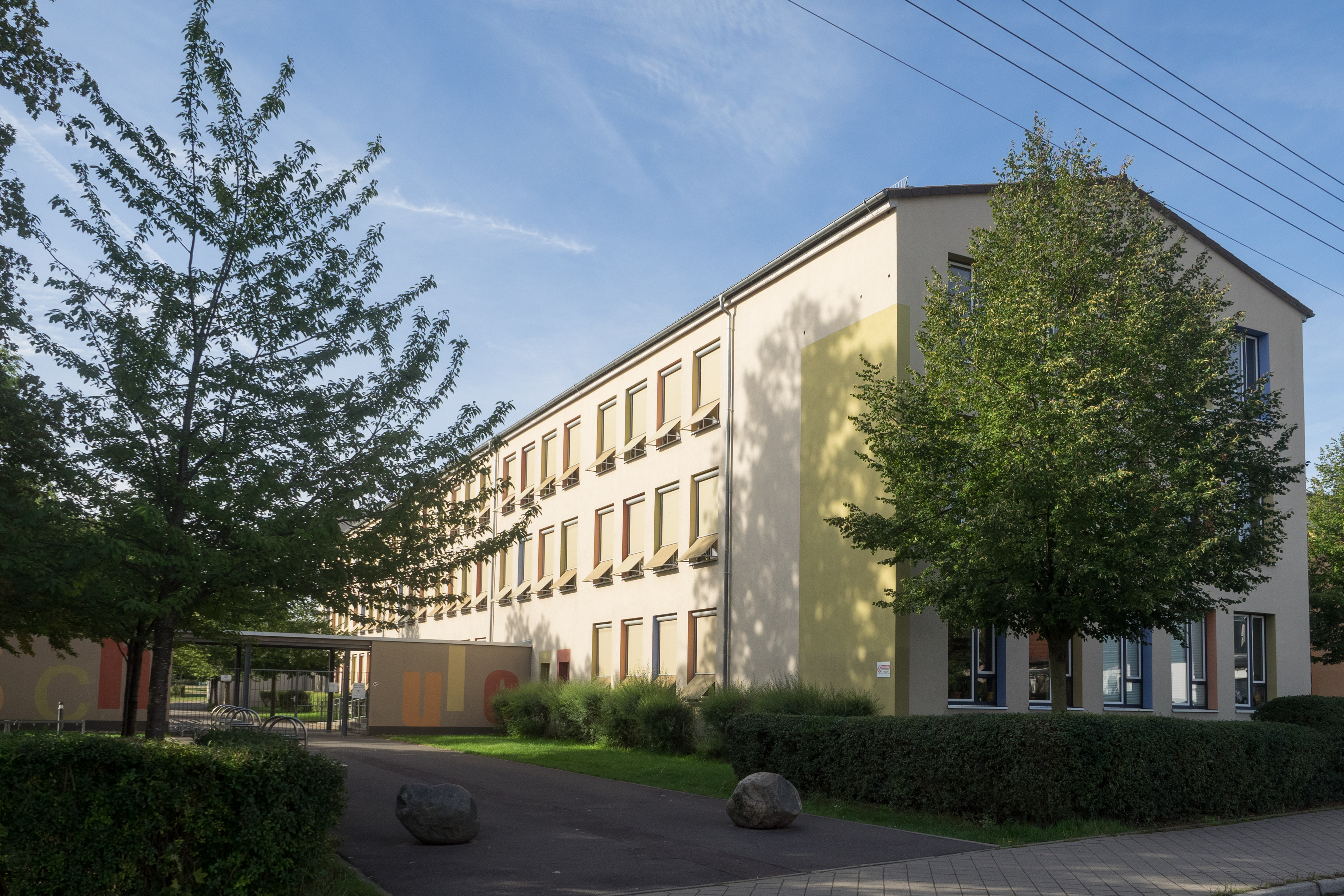
Die heutige Grundschule Lindenhof

1950 wurde Groß-Ottersleben und damit auch die Planetensiedlung nach Magdeburg eingemeindet.
1968 bis 1969 erfolgte der Anschluss der Siedlung an das Abwassernetz der Stadt. Große Teile der Arbeiten wurden dabei von den Siedlern im Rahmen des „Nationalen Aufbauwerks“ in Eigenleistung durchgeführt.
Der Gartenverein „Lindenhof“ e.V. ging in der DDR in den Verband der Kleingärtner, Siedler und Kleintierzüchter auf. Nach der Wende wurde er vollständig aus dem Vereinsregister gestrichen.

## Namensgebung
Die Siedlung wurde in den 1930er Jahren nach der benachbarten Gaststätte Lindenhof an der Leipziger Chaussee als „Siedlung Lindenhof“ gegründet. Der Name war noch bis in die 1960er Jahre hinein gebräuchlich. Nach dem Krieg wurde dieser Name jedoch zunehmend auch für die Ende der Dreißiger Jahre als „SA-Dankopfersiedlung“ errichtete Siedlung östlich der Leipziger Chaussee verwendet, während die ursprüngliche „Siedlung Lindenhof“ in Abgrenzung dazu nach ihren Straßennamen als „Planetensiedlung“ bezeichnet wurde.